# دمرود (ماجين)
دمرود (بالفارسية: دمرود) هي مستوطنة تقع في إيران في قسم ماجين الريفي. يقدر عدد سكانها بـ 98 نسمة .